# Тяжкий гострий респіраторний синдром
Тяжки́й го́стрий респірато́рний синдро́м (ТГРС) (англ. Severe Acute Respiratory Syndrome / SARS) — вірусне інфекційне захворювання, особливий варіант коронавірусної інфекції, здатний до небезпечного епідемічного поширення, в тому числі й внутрішньогоспітального, з переважанням повітряно-крапельної передачі інфекції з ураженням дихальної системи та, у тяжких випадках, з появою атипової пневмонії з виразною гострою дихальною недостатністю.
Легкість зараження, швидкість поширення, тяжкий перебіг, висока летальність — особливості, які дозволяють віднести ТГРС до тих інфекційних захворювань, які виявили здатність чинити серйозний вплив на здоров'я населення і можуть швидко поширюватися в міжнародних масштабах та увійшли до переліку подій, які можуть спричинити надзвичайну ситуацію в галузі охорони здоров'я, тому ТГРС стали регулюватись сучасними Міжнародними медико-санітарними правилами (ММСП) 2005 року.

## Історичні відомості
Епідемія ТГРС бере свій початок із сільської місцевості Фошань, розташованій в китайській провінції Гуандун. В листопаді 2002 року перший пацієнт, фермер, був госпіталізований у 1-у Народну лікарню Фошань, де невдовзі й помер. Причина його смерті не була визначена точно, проте стало ясно, що хворий помер від дуже серйозного захворювання, що становить загрозу для життя. Попри вживання деяких заходів з боротьби із цим захворюванням, китайські урядовці вирішили не інформувати Всесвітню організацію охорони здоров'я (ВООЗ) про початок поширення цього захворювання аж до лютого 2003 року, обмежуючи висвітлення засобами масової інформації виявлення цього захворювання в цілях збереження довіри громадськості. Відсутність відкритості призводила до затримок в боротьбі з епідемією, через що уряд Китайської Народної Республіки був підданий різкій критиці з боку міжнародної спільноти. КНР відтоді неодноразово офіційно вибачилася за повільність і невжиття заходів з боротьби з епідемією ТГРС.
Перший етап визнання початку епідемії — 27 листопада 2002 року, коли канадська глобальна розвідувальна мережа з охорони здоров'я (GPHIN), яка є частиною ВООЗ, запустила електронну систему попередження населення Землі про початок серйозної епідемії в Китаї. Згодом Всесвітня організація охорони здоров'я запросила інформацію у китайської влади, після того, як всі результати розслідування про початок спалаху надійшли в її мережу. Інформація у китайської влади була запитана 5 і 11 грудня 2002.

Карта світового поширення ТГРС від 1.11 2002 р. до 7.08 2003 р. Чорним кольором зафарбовані країни, які мали підтверджені випадки смерті від ТГРС, червоним — ті, що мали випадки захворювання на ТГРС без летальності

Епідемія привернула глобальну суспільну увагу в лютому 2003 року, коли американський бізнесмен після подорожі Китаєм захворів на пневмонію, симптоми якої він відчув під час рейсу в Сінгапур. Літак зупинили в Ханої, столиці В'єтнаму, де потерпілий помер від атипової пневмонії в лікарні незабаром після госпіталізації, спричинивши спалах серед медичних працівників. Спостерігач ВООЗ, італійський лікар Карло Урбані оцінив ризики такої загрози та повідомив ВООЗ та в'єтнамський уряд про це захворювання, яке він вважав пташиним грипом з утворенням вкрай небезпечної аерогенної передачі серед людей. Заразившись, Карло Урбані, помер від ТГРС. Тяжкість симптомів і можливість інфікування лікарського персоналу викликали серйозне занепокоєння та тривогу у світовій спільноті. Влада В'єтнаму почала побоюватися можливості розвитку епідемії пневмонії й у цій країні. 12 березня 2003 року ВООЗ випустила глобальне оповіщення про необхідність зупинити розповсюдження цього захворювання з попередженням про необхідність утриматися від поїздок в Південний Китай. Хвороба була зафіксована з того моменту у В'єтнамі, Гонконгу, Канаді, США і ще 32 країнах світу.
Гонконзький вірусолог М. Пейріс 21 березня 2003 заявив, що виділив новий коронавірус, який є причиною ТГРС SARS-CoV, від хворих на цю хворобу. 16 квітня 2003 року було оголошено про підтвердження ролі ТГРС-асоційованого коронавірусу (ТГРС-АКВ), як збудника ТГРС. Доказами цього були позитивні постулати Коха:
- збудник був виділений від усіх хворих на ТГРС;
- штам вірусу виділено від хазяїна та культивовано у чистій культурі;
- культура вірусу, що була отримана, здатна була відтворити захворювання в інших макроорганізмах з подальшим зростанням рівня специфічних антитіл.

Однак деякі науковці вважають, що у розвитку ТГРС могли брати участь й інші неідентифіковані патогени у коінфекції з виявленим ТГРС-АКВ.
Всього у 35 країнах світу було виявлено 8461 випадок ТГРС, з яких 916 закінчилися смертю хворих, летальність склала 10,83 %. Завдяки проведенню комплексу протиепідемічних заходів світовому суспільству вдалося добитися ліквідації епідемії ТГРС вже до 19 травня 2004 року (на початку травня 2004 року було зареєстровано останні до сьогодення 3 випадки, пов'язані з внутрішньолабораторним зараженням). Однак є ґрунтовні припущення, що хвороба зачаїлась у природі, де до кінця не виявлені її можливі джерела і резервуари інфекції.
В Україні не було зареєстровано жодного випадку ТГРС.
Детальніші відомості з цієї теми ви можете знайти в статті Спалах SARS-CoV 2002–2004.

## Етіологія
Коронавіруси — це віруси, що містять РНК і поверхня яких вкрита булавчастими відростками, що додають їм при електронно-мікроскопічному дослідженні форму корони.
До епідемії ТГРС вірусів родини Coronaviridae вважали одними з найчастіших збудників нетяжких уражень верхніх дихальних шляхів, а тяжкі захворювання реєстрували при імунодефіцитних станах. Навпаки, у тварин ці збудники зумовлюють тяжкі захворювання — перитоніт, гепатит, гастроентерит тощо. Коронавіруси об'єднані в 3 групи: 1-а та 2-а групи представлені вірусами, що спричинюють захворювання у тварин, 3-я група — у птахів. Коронавіруси, що зумовлюють захворювання у людей, включені в 1-у та 2-у групи. Відомо 4 штами ТГРС-АКВ.
Збудник ТГРС SARS-CoV є мутантом з 2-ї групи коронавірусів. За даними секвенування геному, SARS-CoV є вірусом нової групи, походить від коронавірусів великої рогатої худоби і вірусу інфекційного бронхіту птахів. Вірус знайдений в багатьох органах і секретах людей, загиблих від ТГРС: легенях, нирках, харкотинні, мазках з верхніх дихальних шляхів.
Детальніші відомості з цієї теми ви можете знайти в статті SARS-CoV.
Детальніші відомості з цієї теми ви можете знайти в статті Коронавірус.

## Епідеміологічні особливості

### Джерело і резервуар інфекції
Джерело інфекції — хворий на ТГРС. Роль тварини як джерела інфекції для людини не доведена, однак хижих ссавців цівет з родини віверових і деякі кажанів вважають резервуарами інфекції. Думка, що саме кажани є природними джерелами ТГРС, не була доведена на кінець епідемії, як й не уточнено питання про можливість носійства вірусу у людей, які одужали від цього захворювання.

### Механізм і шляхи передачі
Механізм передачі — повітряно-крапельний (шляхи — аерозольний і пиловий). Зараження ймовірніше в умовах тісного побутового родинного і госпітального перебування. Відмічено багато випадків зараження медичних працівників, а також осіб, як відвідували хворих. У цих випадках передавання відбувалося через потрапляння виділень хворих до ротової порожнини, на кон'юнктиви здорових осіб. Певну роль у передачі вірусу всередині приміщень грають вентиляційні системи. Передбачають, що в епідеміологічному плані хворий стає безпечним через 10 діб з моменту клінічного одужання. Поширенню ТГРС серед країн та континентів сприяє пересування хворих авіаційними шляхами. Питання про сприйнятливість до ТГРС певних груп людей, імунітет після перенесеної хвороби не вирішені.

## Патогенез
Вивчений недостатньо. Ймовірно, розвивається недостатність сурфактанту, що спричинює гострий респіраторний дистрес-синдром (ГРДС). Вже через 5-7 днів від початку захворювання виникає пневмонія, спочатку вогнищева, яка швидко перетворюється на зливну часткову. Уражається система мононуклеарних фагоцитів (СМФ), розвивається лімфопенія, пригнічується синтез інтерферону. Новий коронавірус має виразний імуносупресивний ефект, що обумовлює часте приєднання грибкової та бактеріальної флори як суперінфекції.

## Клінічні прояви

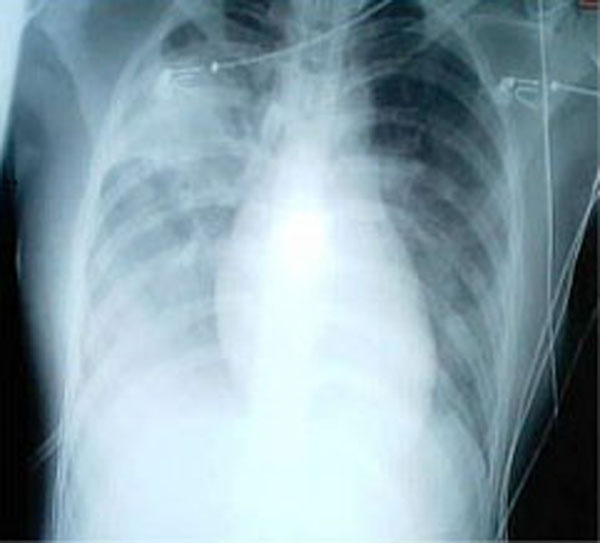
Рентгенологічна картина при ТГРС — двобічне зниження прозорості легеневого малюнку.

У МКХ-10 в розділі XXII «Коди для спеціальних цілей», блоці «Попереднє розташування хвороб неясної етіології», класі «ТГРС» вирізняють «ТГРС не уточнений» (U04.9). Інкубаційний період складає у середньому від 2 до 10 днів. Початок хвороби гострий, з ознобом і підвищенням температури тіла до 38°С і вище. Турбують головний біль, нездужання, запаморочення, міалгії (біль у м'язах), інколи помірний катаральний синдром, сухий кашель, біль у горлі. У клінічному перебігу хвороби розрізняють 3 клінічні періоди.

### Продромальний період
Триває 3-5 днів. Характеризується гарячкою, ознобом, слабкістю, міалгіями. Респіраторні синдроми невиражені, на 2-7-му добу з'являється непродуктивний кашель. Особливістю перебігу є відсутність нежитю.

### Період зростання респіраторних розладів
Розвивається на 3-7-му добу від початку захворювання. Характеризується появою задишки, зростанням гіпоксемії, при аускультації дихання в легенях ослаблене, можна вислухати крепітацію. Нехарактерні свистячі хрипи. У деяких хворих симптоми хвороби самостійно зникають через кілька днів, але наприкінці першого тижня захворювання у 10-12 % хворих розвивається ГРДСД дорослих, що потребує переведення на штучну вентиляцію легень. Незалежними факторами ризику тяжкого перебігу захворювання є вік старше 60-ти років та хронічний вірусний гепатит B, а особливо такий, при лікування якого використовувався ламівудин.

### Період нової хвилі хвороби
Починається після 7-8 діб захворювання та у 85 % випадків призводить до нової хвилі гарячки. Можлива поява діареї, на рентгенограмах з'являються нові вогнища уражень легень.
Для ТГРС нехарактерний будь-який висип, а також лімфаденопатія.

## Діагностика
Оскільки ТГРС не має специфічних симптомів, експерти CDC та ВООЗ у 2003 році оприлюднили клінічні, лабораторні та епідеміологічні критерії, що дозволяють при підозрі на ТГРС звузити діагностичний пошук.

### Клінічні критерії
До клінічних критеріїв належать:
- асимптоматичне чи легке респіраторне захворювання;
- респіраторне захворювання середньої тяжкості: — температура нижча за 38 °C та одна чи більше клінічних ознак респіраторного захворювання (кашель, задишка або гіпоксія);
- тяжке респіраторне захворювання: — температура вища 38 °C та одна чи більше клінічних ознак респіраторного захворювання (кашель, задишка або гіпоксія) та рентгенологічні ознаки пневмонії, або ГРДСД, або дані аутопсії (ознаки пневмонії чи ГРДСД без ідентифікованої причини);

### Епідеміологічні критерії
До епідеміологічних критеріїв належать:
- подорож (включно з транзитним перебуванням в аеропорту) протягом 10 днів перед початком захворювання до району з недавно задокументованим чи підозрюваним популяційним (суспільним) поширенням ТГРС;
- близький контакт (догляд, проживання з особою із відомою SARS-інфекцією чи високою ймовірністю прямого контакту із респіраторними секретами чи/та іншими біологічними рідинами) протягом 10 днів до початку ознак захворювання з особою із відомою чи підозрюваною ТГРС-інфекцією.

### Лабораторні критерії
Серед лабораторних критеріїв виділяють:
- підтверджений
  - виявлення антитіл до ТГРС-АКВ із зразків, отриманих протягом гострого періоду захворювання, або через 21 день від початку захворювання;
  - виявлення ТГРС-АКВ РНК в двох зразках за допомогою полімеразної ланцюгової реакції;
  - виділення ТГРС-АКВ;
- негативний
  - відсутність антитіл до ТГРС-АКВ в сироватці крові, що отримана через 21 день та більше з моменту появи клінічної симптоматики;
- невизначений
  - лабораторні тести або не проводились, або є неповними.

### Кінцева класифікація клінічних випадків

#### Ймовірний випадок
Відповідає клінічним критеріям тяжкого ГРЗ невідомої етіології з 1 лютого 2003 року та епідеміологічним критеріям, лабораторні критерії підтверджені, негативні чи невизначені;

#### Підозрюваний випадок
Відповідає клінічним критеріям середньої тяжкості ГРЗ невідомої етіології з початком захворювання із 1 лютого 2003 року та епідеміологічним критеріям; лабораторні критерії підтверджені, негативні чи невизначені;

#### Підтверджений випадок на рівні держави
Будь-яка хвора людина, що відповідає клінічним та лабораторним критеріям для підтвердженого випадку, де тестування виконано в національній референс-лабораторії.

#### Підтверджений випадок для передання свідчень до ВООЗ
Будь-яка хвора людина, що відповідає клінічним та лабораторним критеріям для підтвердженого випадку, де тестування було виконано в сертифікованій референс-лабораторії ТГРС ВООЗ.

### Зміни у лабораторних тестах й інструментальних дослідженнях

#### Загальнолабораторна та інструментальна діагностика
У загальному аналізі крові спостерігають нормоцитоз або лейкопенію на тлі вираженої лімфопенії та тромбоцитопенії. Зміни в легенях варіюють від інтактної рентгенологічної картини до розповсюдженої двобічної багатофокусної інфільтрації легеневої тканини. Приблизно в половині випадків виникають однобічні монофокусні затемнення, в інших випадках — двобічні багатофокусні затемнення. Характерним є відсутність плеврального випоту, деструктивних змін в легенях та внутрилегеневої лімфаденопатії. У біохімічному аналізі крові нерідко виявляють підвищення активності креатинфосфокінази, амінотрансфераз — АлАТ і АсАТ.

#### Специфічна діагностика
Ґрунтується на:
- імуноферментному аналізі (ELISA), що дозволяє визначити IgM та IgG у сироватці крові;
- непрямій реакції імунофлюоресценції — визначає вміст IgM в плазмі крові пацієнтів ТГРС через 10 днів з моменту появи перших симптомів захворювання;
- ПЛР з виявленням РНК коронавірусу.

Всі результати серологічних тестів можна остаточно інтерпретувати через 21 день від початку захворювання. Позитивний результат серологічного дослідження вказує на попереднє інфікування ТГРС-АКВ. Тільки сероконверсія негативного попереднього дослідження до позитивного результату, або чотирикратнє збільшення титру антитіл в крові, що взята в гострий період хвороби та в період реконвалесценції свідчить про тільки що перенесене захворювання ТГРС-АКВ.

## Лікування
При лікуванні хворих на ТГРС не були одержані остаточні відповіді на те, якими препаратами лікувати цю хворобу. На кінець спалаху не створено остаточний протокол лікування цього захворювання. Застосування різних антибіотиків, інгібіторів нейрамінідази, рибавірину не дало позитивного ефекту. Є думка, підкріплена результатами експериментальних досліджень на мавпах, що комбінація інтерферону з глюкокортикостероїдами може бути результативною при ТГРС. При розвитку ГРДСД проводять інтенсивну терапію, хворих переводять на штучну вентиляцію легень.

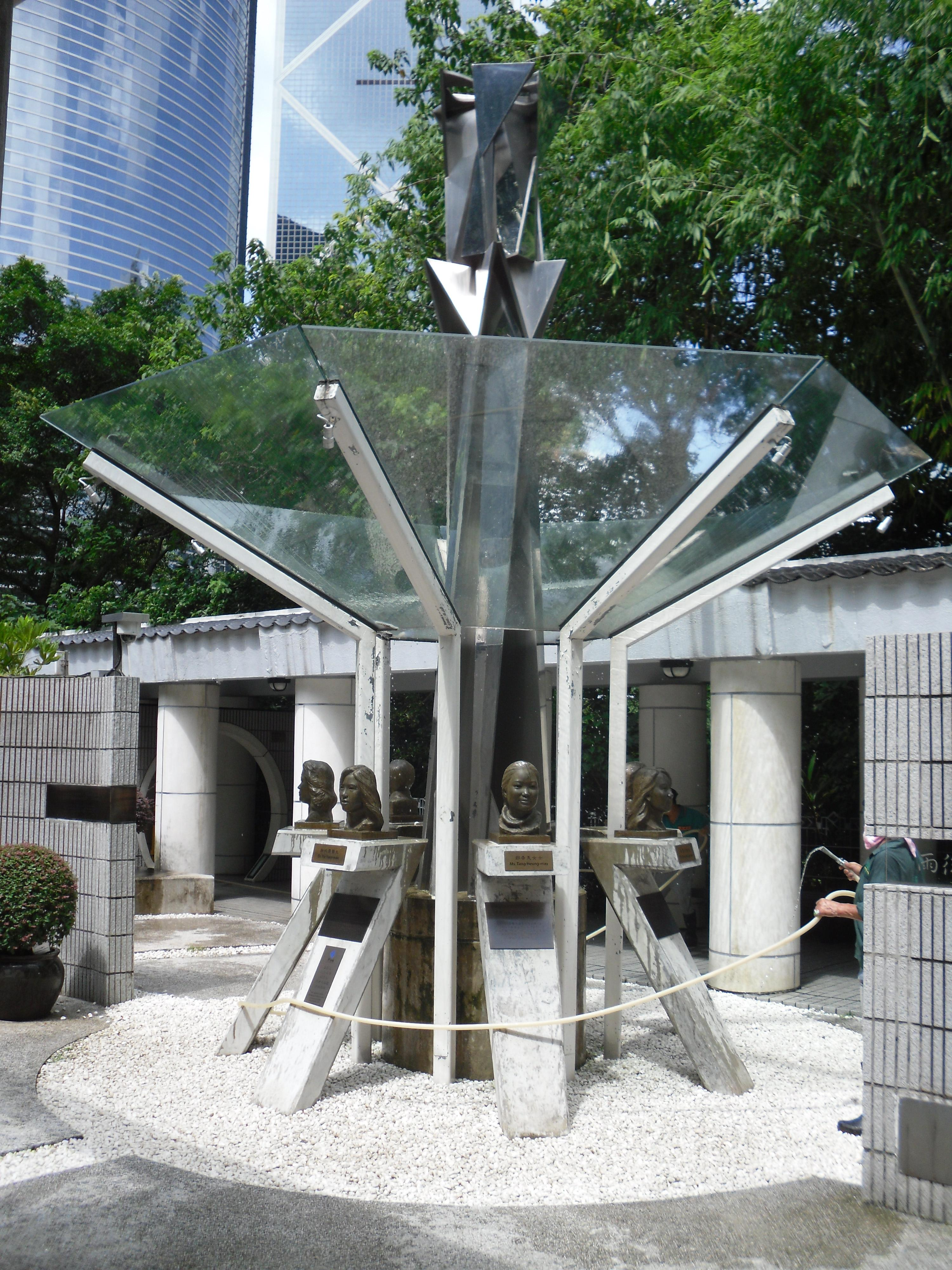
Пам'ятник жертвам ТГРС у Гонконзі

## Профілактика
Основні методи профілактики є неспецифічними, передбачають госпіталізацію хворого, використання індивідуальних масок одноразового вживання, обмеження контактів людей в умовах напруженої епідемічної ситуації, використання лікарських засобів, що активізують систему неспецифічного захисту (адаптогени, індуктори ендогенного інтерферону). Засоби специфічної профілактики не розроблені.